# Владения Мальтийского ордена

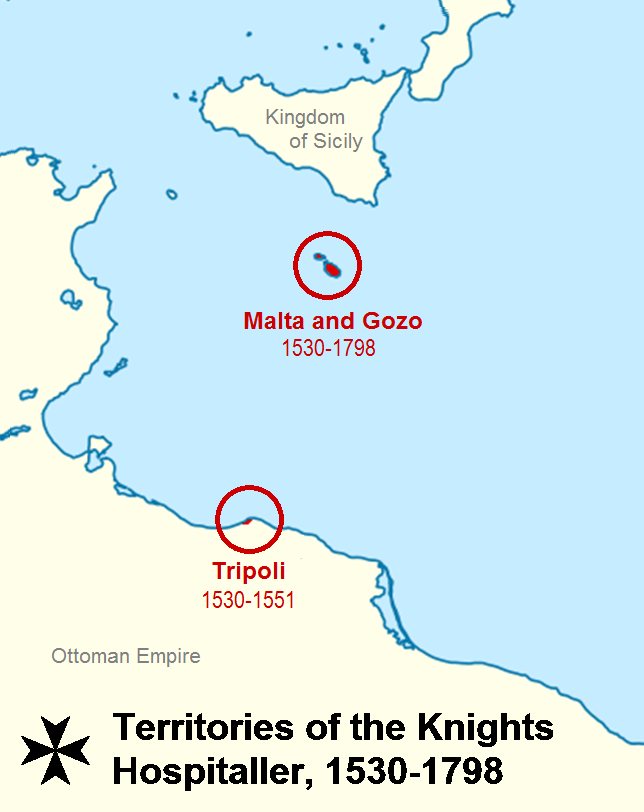
Средиземноморские владения Ордена в 1530—1798 годах

Владения Мальтийского ордена (ордена госпитальеров) — совокупность территорий мира, принадлежавших этому рыцарскому религиозному ордену Римско-католической церкви в XII—XVIII веках. В разное время они включали ряд островов и прибрежных земель Средиземноморья, а также (в середине XVII века) островные колонии в Вест-Индии (Карибском бассейне Америки). В настоящее время Орден владеет (в режиме экстерриториальности) лишь комплексом особняков в итальянском Риме.

## История

### Средиземноморье
- Крепости и поселения в Иерусалимском королевстве и Антиохийском княжестве (на побережье Восточного Средиземноморья) — 1113—1187
- Поселения в графстве Триполи (в нынешнем Ливане) — 1187—1289
- Поселения в Кипрском королевстве — 1291—1309
- Родос, Додеканесские острова (кроме Карпатоса, Касоса и Астипалеи) (ныне в Греции) и Бодрум (ныне в Турции) — 1309—1522
- Мальта и Гоцо (ныне Республика Мальта) — 1530—1798
- Триполи (в нынешней Ливии) — 1530—1551

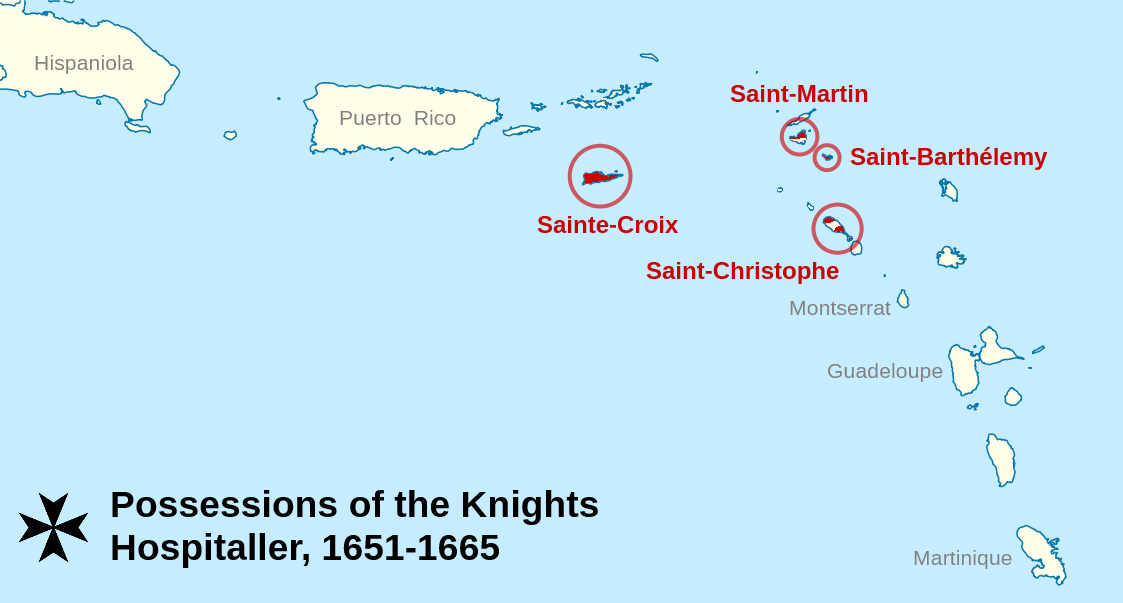
Владения Ордена в Карибском море

- Смирна (ныне Измир) — 1344—1402.

### Карибский бассейн[1][2]
- Сен-Кристоф (ныне в составе государства Сент-Китс и Невис) — 1651—1665
- Сен-Мартен (северная часть, ныне заморское сообщество Франции) — 1651—1665
- Сен-Бартелеми (ныне заморское сообщество Франции) — 1651—1665
- Сен-Круа (ныне в составе Американских Виргинских островов) — 1660—1665

### Восточная Европа
- Столовичи[3] (ныне в составе Республики Беларусь[4]) — 1616—1817[5]

## Современность
- Мальтийский дворец и Магистральная вилла в Риме (Италия) — с 1834
- Форт Сант-Анджело на Мальте — аренда с 1998 до 2097